# アメリカ合衆国政府の著作物
アメリカ合衆国政府の著作物（あめりかがっしゅうこくせいふのちょさくぶつ）とは、アメリカ合衆国の連邦政府に雇用されている公務員がその職務上作成した著作物のことをいう。このような著作物は、アメリカ合衆国著作権法（以下U.S.C.）上、著作権による保護の対象とはならない、すなわち著作権が発生しない（＝パブリックドメイン）とされている (17 U.S.C. §105)。

## 対象となる著作物
アメリカ合衆国政府の著作物としてパブリックドメインの状態にあるとされているのは、あくまでも連邦政府に雇用されている公務員がその職務上作成したものである。
つまり、州や地方公共団体に雇用されている公務員が職務上作成した著作物は、17 U.S.C. §105によりパブリックドメインの状態に入るわけではなく、その扱いは州法などに委ねられる。また、連邦政府の公務員が作成したものであっても、職務外で作成したものはあくまでも職員の著作物であるので、同条に基づきパブリックドメインになるわけではない。
さらに、連邦政府の公務員ではない者が作成した著作物の著作権を連邦政府が取得した場合、当該著作物の著作権は消滅するわけではなく、連邦政府は著作権を主張することが可能である。したがって、アメリカ合衆国政府が政府名義で発表している著作物であることをもって、直ちにパブリックドメインの状態にあるということはできない（例えば、外部委託により作成されたものであれば著作権が発生しており、誰が著作権者になるかは、アメリカ合衆国政府と受託業者との間の契約による）。
なお、パブリックドメインとは言っても、あくまでも著作権による保護を受けないという意味で利用に制限がないに過ぎない。アメリカ中央情報局のロゴを許可なく使用することはできない (50 U.S.C. §403m) という例のように、著作権法以外の領域の法により利用が制限される場合がある。

## アメリカ合衆国外での扱い
アメリカ合衆国政府の著作物を国外で利用しようとする場合、当該著作物は国外においてもパブリックドメインの状態にあるものとして扱われるか（つまり、全世界的にパブリックドメインとして扱われるか）が問題となる。
この点については、アメリカ合衆国外でもパブリックドメインの状態にあると主張されることがある。しかし、ベルヌ条約やTRIPs協定の非加盟国内でパブリックドメインの状態にあると解される可能性があるのはともかくとして（非加盟国の国内法が外国著作物の保護をどこまで認めているかによる。）、アメリカ合衆国が1989年にベルヌ条約に加盟するに至った現状においては、同条約や協定の加盟国内で 17 U.S.C. §105に基づいてパブリックドメインの状態にあるとするのは、否定的に捉える考え方が支配的である。著作権の地域的な効力は一般的に属地主義が妥当すると解されており、国際私法上の問題としても、著作物が著作権の対象となるか否かあるいは著作権の内容については、著作者の本国法や著作物の最初の発行地の法ではなく利用行為があった地の法が準拠法になるとする考え方（保護国法説）が支配的であるためである（詳細は、著作権の準拠法を参照）。つまり、アメリカ合衆国政府の著作物が別の国（X国）で利用される場合、その利用行為が著作権侵害になるか否かはアメリカ合衆国著作権法によるわけではなく、X国の著作権法により判断されるため、アメリカ合衆国著作権法の効力に基づきパブリックドメインであるとは言えない。
この点につき、アメリカ合衆国政府の著作物が日本国内で利用される場合を例にして説明する。まず、保護国法説の観点から、利用地である日本の著作権法に照らして著作権が発生するか否かが判断されるところ、著作権法第6条第3号にいう「条約によりわが国が保護の義務を負う著作物」に該当するものとして扱われることになる。そして、アメリカ合衆国も日本も加盟しているベルヌ条約では、保護すべき著作物につき加盟国に対して内国民待遇を要求しているため、著作権法第13条に規定するもの（憲法その他の法令、通達、判決など）に該当しない限り、アメリカ合衆国政府の著作物は、日本国内においては著作権が発生しているものとして扱われることになる（もっとも、ベルヌ条約に規定する著作権の保護期間に関する相互主義との関係で異なる解釈を採用する少数説もある）。

### アメリカ以外の国
- 王室著作権 （英語版）